# Salmacis
|  | Aquest article tracta sobre la nimfa. Si cerqueu l'antiga ciutat grega, vegeu «Salmacis (Cària)». |

Salmacis (grec antic: Σαλμακίς) va ser una nimfa de Frígia que en lloc de dedicar-se a caçar com les seves companyes i la deessa Àrtemis preferia l'oci i la vanitat.
Segons Les Metamorfosis d'Ovidi, vivia en un llac, i era una de les nimfes que cuidava Hermafrodit, de qui es va enamorar. Un dia, Hermafrodit va anar a nedar al llac on vivia Salmacis, i ella es va abraçar molt fort al noi, forcejant-lo i fent-li petons, és a dir, violant-lo sense arribar a la penetració. Quan va demanar als déus que no se separessin mai, li van concedir aquest desig i els seus cossos van fusionar-se, de manera que Hermafrodit es va convertir en un ésser androgin.
Hermafrodit va demanar al seu torn que tot home que es banyés en aquell llac perdés la seva virilitat, i aquest desig també va ser concedit.